# Zhingyalov hats
Lo Zhingyalov hats (in armeno Ժենգյալով հաց?), traslitterato anche zhengyalav o jengyal hats, è una specialità gastronomica tipica dell'Artsakh e del Syunik.
Si tratta di una sorta di focaccia o piadina ripiena con una ventina di erbe locali di campo, consumata preferibilmente in primavera ma anche fino all'autunno.

## Preparazione
L'impasto, simile a quello del lavash, non è lievitato e viene steso fino a creare una sfoglia molto sottile, successivamente farcita con un ripieno di erbe selvatiche e coltivate sminuzzate e condite con olio. Questa base della farcia è costituita da un giusto mix tra le verdure più saporite e aromatiche e quelle con minore intensità di sapore. Ad esse si aggiungono in quantità minore erbe con gusti particolari (cerfoglio, ortica); non manca il tocco di piccante e qualche erba più amara con aggiunta facoltativa di cipolle fritte.
Una volta confezionato il ripieno viene steso sulla sfoglia delicatamente chiusa a mezzaluna e quindi fritta per una decina di minuti su una speciale piastra chiamata sai o sajin. In mancanza si può optare per una cottura tandaoor per un paio di minuti. 
Normalmente la pietanza è accompagnata da vino o birra. Risulta anche gradita agli amanti della cucina vegana.
Dal 2015 allo Zhingyalov hats è dedicata una festa in Artsakh. Nel dicembre 2018, nella città di Hadrut, è stato cotto un zhingyalov hats di quasi tre metri inserito nel libro dei record armeni (Dyutsaznagirk).